# تشارلز كينيدي (لاعب كرة قاعدة)
تشارلز كينيدي (بالإنجليزية: Charles Kennedy)‏ هو لاعب كرة قاعدة أمريكي، ولد في 1871 في بالتيك في الولايات المتحدة، وتوفي في 21 فبراير 1911.